# 雪莉·尼爾·佩蒂斯
雪莉·尼爾·佩蒂斯（英語：Shirley Neil Pettis；1924年7月12日—2016年12月30日），是美國的共和黨政治人物，前美國眾議院加利福尼亞州第三十七國會選區代表議員，其丈夫傑里·佩蒂斯是該選區前任議員。

## 生平

### 早期生活
雪莉·尼爾·佩蒂斯原名雪莉·尼爾·麥坎伯（Shirley Neil McCumber），於加利福尼亚州山景城出生，分別在伯克利（1931－1932）與密歇根州萊特柏里恩泉（1933－1937）就讀小學；1942年自安德魯斯大學學院畢業後，佩蒂斯分別在1942年至1943年入讀安得烈大學，和1944年至1945年入讀加州大學柏克萊分校。
1950年，她和別人共同創立1953年音頻文摘基金會（Audio-Digest Foundation），並出任經理至1953年；1967年至1970年又在聖貝納迪諾的《太陽電報》擔任報紙專欄作家。

### 政治生涯
佩蒂斯循第94屆聯邦國會一次特別選舉當選為共和黨黨籍聯邦眾議員，以填補其丈夫——前聯邦眾議員傑里·佩蒂斯逝世後的空缺，之後她在第95屆聯邦國會連任，但在第96屆時未能成為候選人。
2016年12月30日，佩蒂斯逝世。

## 外部連結
- 雪莉·尼爾·佩蒂斯－美國國會國家人物傳記大辭典

| 美国众议院           | 美国众议院                                             | 美国众议院           |
| -------------------- | ------------------------------------------------------ | -------------------- |
| 前任者： 傑里·佩蒂斯 | 加利福尼亞州第三十七國會選區 眾議院議員 1975年－1979年 | 繼任者： 傑里·劉易斯 |